# Alexander Dierks
Alexander Dierks (* 2. října 1987 Bietigheim-Bissingen) je saský politik za CDU. Od roku 2014 zasedá v Saském zemském sněmu a od října 2024 je 3. předsedou Saského zemského sněmu.

## Život
Dierks se narodil v Bádensku-Württembersku, ale od dětství žije v Sasku. Poté, co v roce 2006 maturoval na gymnáziu v Drážďanech-Klotzsche, vystudoval bakalářský obor Evropská studia a navazující magisterský obor Politika v Evropě na Technické univerzitě v Saské Kamenici. 

## Politika
V roce 2004 vstoupil do Junge Union a v letech 2011 až 2017 byl zemským předsedou JU Sasko a Dolní Slezsko. Krom toho byl též v letech 2008 až 2011 okresním předsedou Junge Union v Saské Kamenici. V roce 2008 se stal členem CDU. Roku 2013 se stal členem předsednictva a zástupcem předsedy saskokamenické CDU. Od roku 2013 až do svého zvolení poslancem zemského sněmu pracoval jako výzkumný pracovník a vedoucí kanceláře poslance Německého spolkového sněmu Carstena Körbera (CDU).
V letech 2014 až 2019 byl radním města Saská Kamenice. Na zemském sněmu CDU byl v roce 2017 zvolen generálním tajemníkem saské CDU, když získal 83,3 % hlasů delegátů. V úřadu byl potvrzen v letech 2019, 2021 a naposledy 2023 se ziskem 87 % hlasů delegátů.
V šestých saských zemských volbách v roce 2014 kandidoval Dierks jako přímý kandidát za CDU ve volebním obvodu Saská Kamenice 2 a byl se ziskem 32,39 % hlasů zvolen poslancem Saského zemského sněmu. Stal se mluvčím poslanecké frakce CDU pro mládež a sociální politiku, předsedou pracovní skupiny pro sociální věci a sociální soudržnost a členem zemského výboru pro ochranu mládeže, jehož byl od roku 2019 předsedou. Byl také členem výboru pro vnitřní záležitosti a sport a výboru pro sociální věci a sociální soudržnost. V saských zemských volbách v roce 2019 byl opět zvolen poslancem za volební obvod Saská Kamenice 2 se ziskem 29,8 % přímých hlasů.
V osmých zemských volbách, konaných 1. září 2024, obhájil svůj přímý mandát. Za poslaneckou frakci CDU, která se opět stala nejsilnějším poslaneckým klubem, byl navržen jako kandidát na funkci předsedy Saského zemského sněmu. Na první ustavující schůzi, konané dne 1. října 2024, byl do této funkce zvolen, když získal 97 ze 119 možných hlasů.